# Simon Ljudwigowitsch Frank

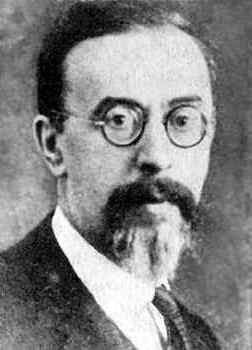
Simon L. Frank

Simon L. Frank (russisch Семён Лю́двигович Франк, Semjon Ljudwigowitsch Frank, * 16.jul. / 28. Januar 1877greg. in Moskau; † 10. Dezember 1950 in London) war ein russischer Philosoph. Seinen russischen Vornamen „Semjon“ hat Frank in seinen in westlichen Sprachen geschriebenen Publikationen stets als „Simon“ wiedergegeben.

## Zum Werk
Franks Philosophie ist eine systematische personalistische Seinslehre in praktischer Absicht. Grundlegend ist sein Werk Der Gegenstand des Wissens. Ausgehend von dem in diesem Werk gewonnenen Seinsbegriff schuf Frank eine philosophische Psychologie, eine Sozialphilosophie und Sozialethik, eine Religionsphilosophie und eine Anthropologie, die in der Lehre von der ontologischen Einheit und Unterschiedenheit von Mensch und Gott, dem „Gottmenschentum“ gipfelt.
Seine Analysen der Zeitgeschichte, insbesondere der geistigen Hintergründe der bolschewistischen Revolution in Russland, zeigen ihn als aufmerksamen politischen Beobachter. Sein Interesse am philosophischen Gehalt der Literatur kommt in Aufsätzen zu Johann Wolfgang von Goethe, Alexander Sergejewitsch Puschkin, Fjodor Iwanowitsch Tjuttschew und Rainer Maria Rilke zum Ausdruck. Als Philosoph nahm er auch Stellung zu theologischen Fragen. Nach dem Philosophiehistoriker W. W. Senkowski ist Frank der „größte russische Philosoph überhaupt“.

## Leben
Simon L. Frank entstammte einer jüdischen Familie. Der Vater, Ludwig Frank, ein Militärarzt, starb, als der Junge fünf Jahre alt war. Der Großvater mütterlicherseits, Mitbegründer der Moskauer jüdischen Gemeinde, vermittelte ihm die ersten religiösen Eindrücke; dann führte ihn der Stiefvater in die Gedankenwelt der radikalen „Volksfreunde“ ein.
1894 immatrikulierte Frank sich an der juristischen Fakultät der Moskauer Universität. Infolge der Beteiligung an einem marxistischen Diskussionszirkel wurde er 1899 für zwei Jahre von allen russischen Universitäten ausgeschlossen. Seine deutschen Sprachkenntnisse erlaubten ihm, an der Friedrich-Wilhelms-Universität Berlin Politische Ökonomie und Philosophie (u. a. bei Georg Simmel) zu studieren; er befasste sich intensiv mit dem Neukantianismus und der klassischen deutschen Philosophie. Die Begegnung mit Nietzsches Werk besiegelte die endgültige Abkehr vom Marxismus.
Eine kritische Arbeit zu Marx’ Wertlehre (Moskau 1900) hatte den russischen „legalen Marxisten“ Peter B. Struve auf ihn aufmerksam gemacht. Zunächst arbeitete Frank mit Struve als Herausgeber von Zeitschriften der radikalen liberalen Opposition und als Übersetzer deutscher philosophischer Werke. Er war der jüngste Mitarbeiter an der 1909 von einer Gruppe russischer Intellektueller unter dem Titel „Wegzeichen“ (russisch „Wechi“) veröffentlichten Analyse der geistigen Situation der russischen geistigen Elite; er gab seinem Beitrag in kritischer Absicht die Überschrift „Ethik des Nihilismus“ und forderte die philosophische Begründung eines „schöpferischen religiösen Humanismus“. 1909 gab Frank die russische Übersetzung von Edmund Husserls Logischen Untersuchungen I mit einer Einleitung heraus. In diese Zeit fiel auch seine Auseinandersetzung mit der Erkenntnislehre des Pragmatismus, mit der Religionsphilosophie von William James, Friedrich Schleiermacher und Spinoza.
Seit 1911 war Frank Dozent an der Universität St. Petersburg, 1912 wurde er orthodoxer Christ. Seine Arbeit „Der Gegenstand des Wissens. Grundlagen und Grenzen der begrifflichen Erkenntnis“ erschien 1915; Dmitrij Tschižewskij nannte sie das „wohl bedeutendste Buch der russischen philosophischen Literatur im 20. Jahrhundert“. Frank geht in ihr systematisch der Frage nach den transzendentalen Bedingungen des begrifflichen Wissens nach. Sie ist als solche eine Stellungnahme zu Kants Kritizismus, zur neukantianischen Erkenntnistheorie (Hermann Cohen, Alois Riehl), zur Zeitauffassung von Paul Natorp, zur Immanenzphilosophie von Wilhelm Schuppe und zur mathematischen Logik von Georg Cantor. Das Werk enthält einen umfangreichen Anhang Zur Geschichte des ontologischen Gottesbeweises, der das Verständnis des ontologischen Arguments von Parmenides bis zum Deutschen Idealismus verfolgt. Noch vor der Oktoberrevolution konnte Frank 1917 Die Seele des Menschen. Versuch einer Einleitung in die philosophische Psychologie veröffentlichen.
Für kurze Zeit war er Dekan der philosophischen Fakultät der neu gegründeten Universität Saratow. 1921 wurde er Professor an der Universität Moskau; mit Nikolai Alexandrowitsch Berdjajew gründete er eine „Akademie für geistige Bildung“. 1922 musste Frank wie Berdjajew, Fedor Stepun, Sergei Nikolajewitsch Bulgakow und andere nichtmarxistische Gelehrten Russland verlassen. Mit seiner Familie zog er nach Berlin; es begann die Not des Exils, erst 1931 bis 1933 hatte er eine Anstellung als Lektor an der Berliner Universität. Während dieser Zeit entstanden mehrere kleinere Schriften, u. a. in den „Kant-Studien“ und im „Logos“. 1930 veröffentlichte er in Paris auf Russisch Die geistigen Grundlagen der Gesellschaft. Einführung in die Sozialphilosophie. Seine Religionsphilosophie „Das Unergründliche. Eine ontologische Einführung in die Religionsphilosophie“ hatte er 1936 in deutscher Sprache nahezu abgeschlossen, doch die Nationalsozialisten ließen eine Veröffentlichung in Deutschland nicht zu; sie erschien leicht umgearbeitet auf Russisch 1939 in Paris.
Anfang 1938 emigrierte er mit seiner Familie nach Frankreich. Hier verfasste er Das Licht in der Finsternis. Versuch einer christlichen Ethik und Sozialphilosophie (teilweise überarbeitet 1949 in englischer Sprache erschienen) und die theologische Schrift Mit uns ist Gott. Drei Erwägungen (sie erschien englisch 1946). Im November 1945 übersiedelte Frank nach London. Hier entstand sein letztes großes Werk Die Realität und der Mensch. Eine Metaphysik des menschlichen Seins (posthum veröffentlicht in Paris 1956, russ.). Seit der Auflösung der Sowjetunion 1990 werden Franks Werke auch in Russland wieder gedruckt.

## Philosophie

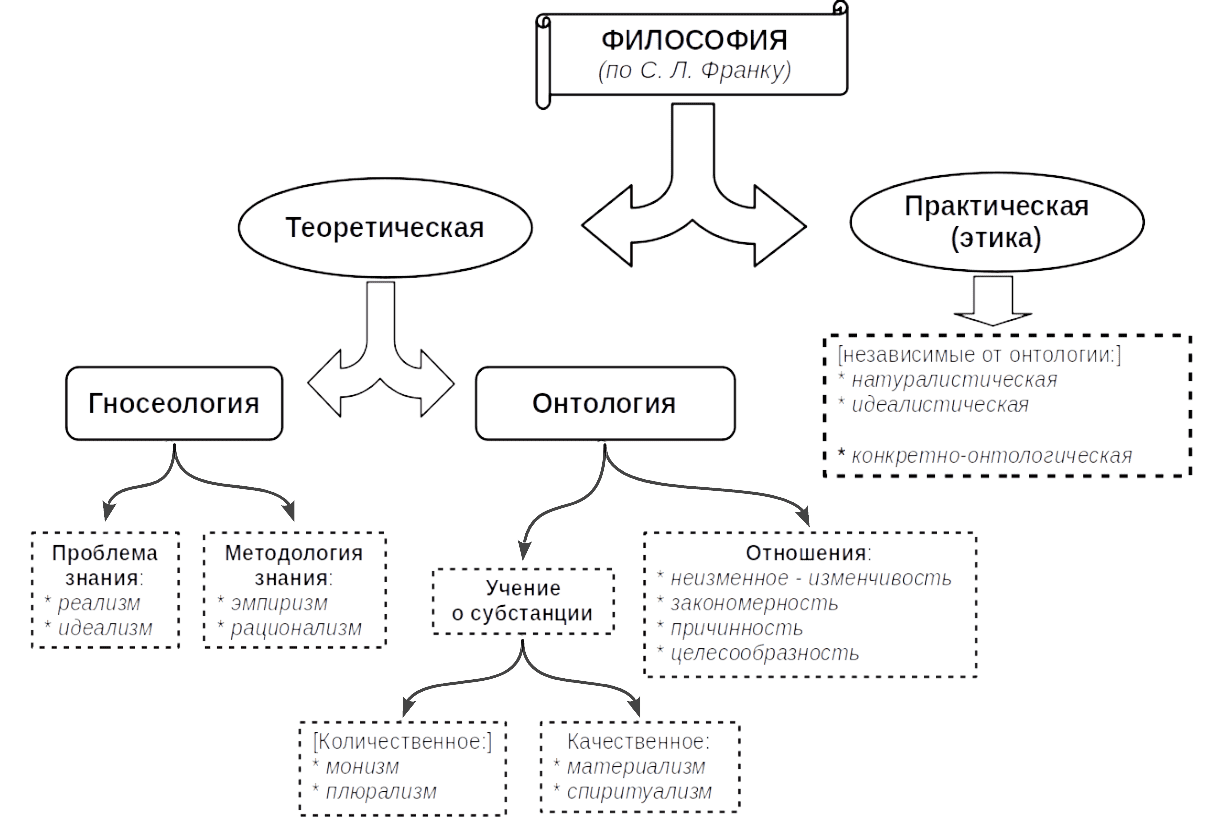

### Philosophen, die Frank beeinflusst haben
Bereits in Der Gegenstand des Wissens bemerkte Frank, dass er neben Plotin entscheidende Impulse für seine Seinslehre Nikolaus von Kues verdankt. In Das Unergründliche bezeichnete er Nikolaus als seinen „in gewissem Sinne einzigen Lehrer der Philosophie“. Aber auch Augustinus wird von Frank als Quelle seines Seinsverständnisses genannt. Der Platonismus (in einem weiteren Sinn) bildet, wie Frank selbst anmerkt, den Rahmen seines Denkens. Spuren hinterlassen hat ferner die Auseinandersetzung mit Descartes’ Ringen um unbedingte Gewissheit der Erkenntnis.
Auf der Grundlage der neuplatonischen Ontologie erfolgte die kritische Rezeption der Phänomenologie (Edmund Husserl, Martin Heidegger); die phänomenologische Methode spielte in Franks Religionsphilosophie und in seinen Spätschriften eine starke Rolle. Von nachhaltiger Bedeutung war die Rezeption des Personalismus und der Dialogphilosophie (Max Scheler, Martin Buber, Ferdinand Ebner, Franz Rosenzweig). Fruchtbar war die kritische Auseinandersetzung mit der zeitgenössischen Lebensphilosophie, in erster Linie mit Henri Bergson, aber auch mit Wilhelm Dilthey. Für die philosophische Gotteslehre und die theologisch-spirituelle Schrift Mit uns ist Gott sind außerdem christliche Mystiker von Bedeutung: Meister Eckhart, Teresa von Avila, Johannes vom Kreuz, Franz von Sales. In seinen letzten Lebensjahren hat Frank auch das Vorbild Wladimir Solowjows für seine Konzeption des Gottmenschentums ausdrücklich anerkannt.

### Abschied von der Bewusstseinsphilosophie – „Ideal-Realismus“
Grundlegend für Franks Philosophie ist die in Der Gegenstand des Wissens (1915) aufgewiesene Real-Geltung des Seinsbegriffs. Von der Intentionalität des Erkenntnisakts ausgehend zeigt Frank, dass jedes bestimmende Denken und begriffliche Wissen die „Anwesenheit“ oder „Vorhandenheit“ des Seins als transzendentale Bedingung seiner Möglichkeit voraussetzt. Das Sein als „Hintergrund“ alles inhaltlich und gegenständlich „Gegebenen“ ist selbst inhaltlich nicht bestimmt oder abgegrenzt und nicht bestimmbar. Ungeachtet der hier verwendeten Wörter wie „Hintergrund“, „Horizont“ o. ä. darf das Sein nicht vergegenständlicht gedacht und dem Seienden gegenübergestellt werden. Um die Einheit des Seins mit dem Denk- und Erfahrungsgegenstand auszusagen, gilt die Formel, dass sie nicht getrennt und nicht vermischt sind.
Frank setzt sich in diesem Werk scharf von der Bewusstseinsphilosophie ab, der er in seinen ersten Arbeiten noch nahestand, und vollzieht die Wende zu einer realistischen Ontologie, die er (einen Begriff Fichtes aufgreifend) als „Ideal-Realismus“ bezeichnet.
Das Sein kann nicht als Bewusstsein gedeutet werden, weil das Bewusstsein als Intentionalität Glied einer Beziehung ist, die jenseits ihrer etwas anderes voraussetzt, ohne Bezug auf welches sie nicht möglich ist. Dieses „Andere“ kann nicht wieder durch das Bewusstsein vermittelt sein, sondern muss „bei uns an sich“ anwesend sein. Das heißt erneut: Die „überzeitliche Einheit“ des Bewusstseins mit dem Gegenstand, welche das Erkennen ermöglicht, ist „uns als solche nicht in Form des Bewusstseins, sondern in Form des Seins“ gegeben. Das Bewusstsein kann sich auf das Sein richten, „nur weil wir unabhängig vom Strom der aktuellen Erlebnisse, die das Leben unseres Bewusstseins ausmachen, die überzeitliche Einheit sind, uns in ihr befinden und sie sich in uns“. Das heißt: „Das erste, was ist und was folglich unmittelbar evident ist, ist nicht das Bewusstsein, sondern das überzeitliche Sein selbst“. Dieses Sein ist, weil nicht gegenständlich gegeben, kein „transzendentes“ Sein, das wir erst denkend erreichen müssten. „Es ist das absolute Sein, außerhalb dessen es nichts gibt und das nicht transzendent ist, sondern die absolut immanente Grundlage jeglicher Transzendenz“, so dass der Unterschied zwischen dem (im engen Sinne) „immanenten“ Bewusstseinsinhalt und dem „gegenständlichen“ (transzendenten) Sein als abgeleitete Dualität erst auf ihrem Grund entstehen kann.
Diese Immanenz ist der Immanenz eines aktuell in uns gegenwärtigen Erlebnisses analog. Doch ist diese Analogie beschränkt, denn die Immanenz des Erlebnisses ist nur als Gegenbegriff zu seiner Transzendenz denkbar, während die Immanenz des absoluten Seins die Bedingung dieser Unterscheidung ist.
Die Notwendigkeit, das absolute Sein als dem Denken immanent anzunehmen, findet Frank durch Descartes’ Bemühen, absolute Gewissheit zu gewinnen, bestätigt. Strikt genommen besagt die cartesische Formel „cogito, ergo sum“: Ich denke, also ist das Denken. Das heißt aber: Das Bewusstsein erfährt sich selbst als gewiss. Diese Selbstgewissheit des Bewusstseins besagt aber zugleich „seine Unaufhebbarkeit, das heißt, seine Notwendigkeit und Gewissheit als Sein“.
Wäre das Sein dem Bewusstsein nur vermittelt erkennbar, gäbe es keinen Weg, zu seiner Gewissheit zu gelangen. Der Sinn der cartesischen Formel besteht, Frank zufolge, darin, dass in der Gestalt des Bewusstseins sich ein Sein zeigt, das mir nicht als Bewusstseinsinhalt, der mir durch die Erkenntnis vermittelt wäre, gegeben ist. Vielmehr ist es unmittelbar gegeben: Ich „weiß“ es, weil ich selbst es bin. Jeder Denkakt – und damit überhaupt erst die Unterscheidung von Subjekt und Objekt, von Bewusstsein und gegenständlichem Sein – ist nur auf dem Grund des Seins möglich und gehört ihm an. In diesem absoluten oder ursprünglichen Sein sind Erkennbarkeit und Sein dasselbe. Durch diesen ontologischen Ansatz sieht Frank die Beschränktheit einer bloßen Bewusstseinsphilosophie überwunden.
Das Wissen des Seins kann, weil das Sein nicht Gegenstand des Denkens ist, kein begriffliches Wissen sein. Es ist ein Vollzugswissen, das Frank in Anlehnung an Plotin „lebendiges Wissen“ oder „verstehendes Erleben“ nennt. Als solches ist das Wissen des Seins nicht durch Schlussfolgerung zu gewinnen, sondern unmittelbar evident. Ein Beispiel für das unmittelbare „lebendige Wissen“ des übergreifenden ungegenständlichen Seins ist der hermeneutische Zusammenhang des künstlerischen Erlebens. Sobald wir „unmittelbar die Notwendigkeit der Erscheinung irgendeines allgemeinen Typus in einer Reihe von Akten erfassen, oder wenn wir die Notwendigkeit ersehen, mit der eine musikalische Phrase aus einer anderen hervorgeht“, haben wir in einem denkenden Erleben unmittelbar die „lebendige Realität und Wirksamkeit des Allgemeinen“ und nicht einen abstrakten zeitlosen und daher passiven Inhalt.
So wie wir ein lebendiges Wissen von der Unbegrenztheit des Seins als „Hintergrund“ jedes bestimmten „Etwas“ haben, so haben wir auch ein ungegenständliches Wissen von der unzeitlichen, „nicht gegebenen“ Ewigkeit als den „Hintergrund“ jedes zeitlich gegebenen Augenblicks.
„Im Wissen, dass ich selbst bin – das nicht vor mir steht, wie ein Denkinhalt vor dem Subjekt des Denkens, sondern in mir ist als sich selbst erkennendes Sein – sind mir die Zeitlosigkeit und der Zeitstrom nicht im einzelnen gegeben, sondern nur ihre Einheit als lebendige zeitumfassende Einheit, als nicht vergehendes Sein, das in jedem Augenblick seiner zeitlichen Erscheinung zugleich vollständig ist“.
Weil es sich nicht um eine Addition, sondern um eine innere, der Zeit enthobene Einheit handelt, ist Franks Ontologie nicht geschichtsfremd, sondern ermöglicht, die Einheit der Geschichte zu denken.
In seiner „philosophischen Psychologie“, unter dem Titel Die Seele des Menschen, 1917 noch in Russland veröffentlicht, zeigt Frank (unter Heranziehen von Husserls „Wesensschau“), dass die individuelle „Seele“ nur kraft ihrer Verbindung mit dem überindividuellen Sein der Ausgang des spezifischen geistigen Erkennens und Wollens sein kann.

### Ausgang vom „Selbstsein“
Schon im frühen Werk „Der Gegenstand des Wissens“ hat Frank die für sein Denken fundamentale Einsicht vertreten, dass das philosophische Wissen des Seins nur ausgehend vom intentionalen „Selbstsein“ des Menschen gewonnen werden kann, nicht aber durch die Analyse des objektiv-gegenständlich gegebenen Weltseins.
Die Rezeption des Personalismus nach dem Ersten Weltkrieg führte zur Vertiefung dieser Grundeinsicht: Das „einzige Tor“ zur Ontologie, stellt Frank in „Das Unergründliche“ fest, finden wir im „unmittelbaren Selbstsein“. Das „lebendig“ gewusste ungegenständliche absolute Sein ist mit dem Selbstvollzug des Subjekts eins, ohne dass dieses sich in ihm auflöst. Diltheys Kritik an leblosen metaphysischen Begriffskonstruktionen hat Frank aufgenommen, an Kants Frage nach den transzendentalen Bedingungen des begrifflichen Erkennens jedoch festgehalten und sie in der Anwesenheit des Absoluten im Subjekt gefunden. Auch für Frank ist das „Leben“ der nicht hintergehbare Ausgang, doch verstanden als Sein und Geist. Im Selbstsein erleben wir es als über sich hinausgehendes, expressives, sich selbst offenbares Geschehen. Das Selbstsein ist also nicht das inhaltslose Erkenntnissubjekt im Sinne Descartes’, das sich darin erschöpft, Ausgangspunkt des Denkens zu sein. Es ist vielmehr die nicht durch das Denken vermittelte „Bin-Form“ des Seins, denn „ich bin“ ist kein gegenständliches Urteil, in dem der Erkenntnisblick auf ein ihm entgegenstehende „es“ gerichtet wäre und in ihm einen Inhalt erkennen würde. Es ist eine Selbstoffenbarung des Seins.
Die Dynamik des Seins, die sich in der Intentionalität des Selbstseins zeigt sowie die Beziehungseinheit des Selbst und des absoluten Seins aufzuweisen, ist das Anliegen von Franks „ontologischer Einführung in die Religionsphilosophie“. Im Streben-über-sich-hinaus findet das Selbstsein, wie die phänomenologische Analyse zeigt, das ihm wesentlich zugehörige Strebeziel im Du, d. h. in der anderen Person. Das Selbst „verwirklicht sich selber erst im Hinausgehen über sich selbst, im Transzendieren zum Du“. Es ist „seinem eigensten Wesen nach ein auf das Du angewiesenes mit dem Du verbundenes und ein als Ich-Du-Sein sich vollziehendes Sein“. „Die Ich-Du-Beziehung als Ich-Du-Sein zeigt sich als die Grundgestalt des Seins; sie erscheint uns so als die Offenbarung der inneren Struktur der Realität als solcher“.
Die Phänomenologie der Ich-Du-Beziehung nimmt in Franks „Das Unergründliche“ eine zentrale Stelle ein. Die Wahrnehmung des anderen Menschen nicht als nur ein von mir unterschiedenes Nicht-Ich (als Er oder Es), sondern die Begegnung mit ihm in seiner besonderen Qualität als Person (als Du) hat die vorgängige ontologische Wir-Einheit von Ich und Du zur Bedingung (Frank folgt einer Einsicht, die auch bei Max Scheler zu finden ist). Doch Frank sieht: Das Transzendieren zum Du des Anderen kann dem Selbst nicht schlechthin die gesuchte Erfüllung schenken. Auch in der innigsten Zweisamkeit bleibt noch eine „unüberbrückbare Einsamkeit“ und so ein Ungenügen bestehen. Keine „Subjektivität“ als solche „kann mich von meiner eigenen Subjektivität befreien“. Das Selbst sucht eine Realität, die alles nur Subjektive hinter sich lässt und absolute Gültigkeit besitzt. Freilich, diese „Realität“ kann gerade im Transzendieren in die „Tiefe“ des Anderen, das sich in der Liebe vollendet, begegnen. Die hier aufscheinende Realität lässt jedoch eine Lokalisierung weder im „Inneren“ des Anderen noch auch in mir selbst zu. Sie ist „transsubjektiv“, „allen gemeinsam und für alle geltend“.
Den entscheidenden Schritt in seiner Religionsontologie vollzieht Frank, indem er die Unbegrenztheit und „Tiefe“ der im Selbstsein sich offenbarenden Realität – die wesentlich ein dynamisches Wir-Sein ist – aufdeckt und damit die Behauptung, die „Seele“ sei in sich „verschlossen“, zurückweist. Im Selbstsein und durch es „offenbart sich an ‘anderes’, das nicht zu ihm selbst gehört“. In ihrer Dynamik – dem Transzendieren ihrer selbst auf das andere sowohl in der Erkenntnis als auch in der spezifischen Weise der Ich-Du-Beziehung – überschreitet die „Seele“ in ihrer Tiefenschicht gleichsam ihre „Grenzen“, berührt „etwas anderes als sie selbst“ oder „dieses andere dringt in sie ein“. Diese Realität als das Andere und zugleich Wesensverwandte nennt Frank „Leben“ oder Aktualität: „Sein und Geltung an sich und aus sich, ein vollendetes, ruhendes, festes Sein, das eben als solches wirksam ist, im Gegensatz zum unvollendeten, unruhigen, strebenden und nur potentiellen Sein im unmittelbaren Selbstsein. Dies ist auch das, was wir als ‘Geist’ oder ‘geistige Realität’ erleben“.
Die Einheit des Selbst mit dieser anderen Realität – besonders intensiv in der Liebe erfahrbar – ist ein „Zusammenfall“, eine "coincidentia oppositorum", die nicht Vermischung bedeutet, in der vielmehr die ontologische Differenz der Opposita erhalten bleibt und diese sich in ihrem Selbstsein vollenden. Diese Einheit von Einheit und Sonderung kennzeichnet auch die Beziehung zum Absoluten: Das Selbst „hat sich selbst als Absolutes“ – doch ist es nicht das Absolute schlechthin. Es setzt sich ihm entgegen und „hat sich selbst erst in dieser Absonderung und Abgelöstheit“.
Obwohl Frank bei seiner Ontophänomenologie der Liebe die Aufsätze W. „Solowjows“ über den Sinn der Liebe, 1892–1894, nicht erwähnt, liegt doch die Annahme nahe, dass sie ihn beeinflusst haben.

### Die All-Einheit des Seins
Das Sein als „Leben“ und „Geist“ ist in seiner absoluten Ganzheit in jeder seiner Äußerungen auf jeweils bestimmte und begrenzte Weise zugegen und durchdringt es. Kein Seiendes ist deshalb in seinem Sein isoliert, sondern auf das andere verwiesen. Das Sein als lebendige Beziehung ist ein „Geisterreich“, wie Frank mehrfach mit einem Begriff Fichtes sagt. Der Einheit als Wir-Sein kommt ontologische Priorität zu. Sie ist im Sinne der Cusanischen Koinzidenz zu denken. Dieser „Zusammenfall“ wird nicht erfasst, sofern die Teile zu einer Summe addiert würden; vielmehr ist die einzige Denkform, der sich die transrationale Beziehung erschließt, ein „Schweben“ über den Teilen, das ihre logisch nicht zu begreifende Einheit in gleichsam einem Akt schaut.
Vom absoluten Sein zu sagen „es ist“ wäre sinnlos. Es ist kein „es“, vielmehr der Grund, aus dem jedes „ist“ wie auch jedes „ich bin“ hervorgeht – die Einheit als das Prinzip, das Einheit und Vielheit erst begründet (nicht die numerische Einheit, die der Vielheit entgegengesetzt ist). Dieser Urgrund entspricht dem, so erläutert Frank, was Meister Eckhart die „Gottheit“ nannte.

### Philosophische Gotteslehre
Frank zufolge verfehlen die Gottesbeweise, die Gott mittels des Kausalprinzips als Ursache des Universums beweisen wollen, die Realität Gottes. In diesen Beweisen wird Gott, selbst wenn sie ihm eine jenseitige Existenz zuschreiben, als eine dem Menschen gegenüberstehende objektive Wirklichkeit in der logischen Form des gegenständlichen Seins gedacht. Gott kann nach Frank nur über die Erfahrung der Realität im eigenen Selbstsein unmittelbar „berührt“ werden. Franks diesbezügliche Überlegung hat die Struktur des „ontologischen Arguments“. Sie geht davon aus, dass die Erfahrung des eigenen Seins unmittelbar zugleich die Erfahrung dessen wesentlicher „Grundlosigkeit“ (Subjektivität) ist. Schon indem der Mensch nach dem Sinn seines Seins fragt, erkennt er, dass es einen wesentlichen Mangel aufweist. Dieser Seinsmangel, dessen Erfahrung die menschliche Existenz als solche kennzeichnet, ist nur dann behoben, wenn die ihn ergänzende Realität „alles in sich hat, was das Wesen selbst unseres Ich als Person ausmacht. Denn alles Unpersönliche ist uns fremd und kann für uns nicht Zuflucht oder Heimat sein“.
„‘Gott’ nennen wir jene tiefste und höchste Instanz der Realität, welche einerseits als ihre Urquelle absolute Festigkeit in sich besitzt ([...] das Sein kraft seiner selbst) und daher die einzige unbedingt sichere Stütze unseres Seins ist, und die andererseits die Eigenschaft der Souveränität, des absoluten Wertes besitzt und die für uns Gegenstand der Verehrung und der liebenden Selbsthingabe ist“.
Eine Seinsinstanz, welche die hier geforderten Merkmale – Personalität vereint mit absoluter Selbstbegründung und absolutem Selbstwert – besitzt, ist in der Welt nicht anzutreffen. Sie ist auch nicht zu finden, solange wir sie uns gegenüber (in der Gestalt eines bestimmten Inhalts) suchen. Denn „Gott offenbart sich mir unmittelbar nur in der ungeteilten Einheit ‚Gott und ich‘“. Für Frank ist darum „der einzige, aber völlig adäquate ‚Gottesbeweis‘ das Sein der menschlichen Person selbst, wenn man sie in ihrer ganzen Tiefe und Bedeutung versteht, nämlich als Wesen, das sich selbst transzendiert“.
Herausragende Anlässe für das Transzendieren seiner selbst sind für Frank die Erfahrung der Schönheit, insbesondere der sittlichen Schönheit, vor allem aber die Begegnung mit der personalen Tiefe eines anderen Menschen, nicht zuletzt im erfahrenen Leiden: Eine solche Erfahrung „eröffnet uns eben den Zugang zu den inneren Tiefen unseres eigenen geistigen Seins, führt uns in die Tiefe unseres eigenen Selbst“.
Der Mensch, der weder in der äußeren Welt noch in seiner Seele den Grund seines Seins findet, weiß zugleich, dass er durch sein personales Sein alles äußere, objektive Sein an „Tiefe, Ursprünglichkeit und Bedeutung“ übertrifft. Diese Weltüberlegenheit des personalen Seins, die zugleich mit dem Fehlen eines Seinsgrundes besteht, kann nicht Zufall sein.
„Die Wahrnehmung der Realität Gottes ist in der Wahrnehmung meines Seins als Person immanent gegeben, insofern ich, wenn ich mein Sein und Wesen als von aller objektiven Wirklichkeit prinzipiell verschieden erkenne, es zugleich als ungenügend, unvollkommen und in seinem rein immanenten Wesen der Fülle, Festigkeit und inneren Begründung ermangelnd erkenne. [...] In der idealen inneren Anschauung der Realität bezeugt die Unvollkommenheit, Endlichkeit und Mangelhaftigkeit, mit der ich jenes tiefste und höchste, unbedingt-wertvolle Seinsprinzip, das ich in mir als Person habe, besitze, offenkundig die Realität einer mich selbst übertreffenden absoluten Person oder eines absoluten Urgrundes des Personprinzips“.
Franks Überlegung ähnelt dem „anthropologischem Gottesbeweis“, den Descartes in seiner „Dritten Meditation“ vorgelegt hat. Das Begrenzte kann nicht als solches erfahren werden, so fasst Frank den Gedanken Descartes’ zusammen, ohne die Fülle des Unbegrenzten ungegenständlich mitzudenken. Die Erfahrung, in der Welt heimatlos zu sein, ist darum nur möglich, weil der Mensch „in einer anderen Seinssphäre“ bereits eine Heimat hat, weil er „in dieser Welt gleichsam der Stellvertreter eines anderen, vollkommen realen Seinsprinzips ist“. Frank geht nicht davon aus, dass wir einen Begriff von Gott haben, dessen Herkunft zu erklären sei, sondern von der Erfahrung des existentiellen Mangels im menschlichen Sein, die ohne die unendliche Fülle zu haben, nicht möglich ist. Frank vermeidet es, anders als Descartes, zur Begründung dieses Zusammenhangs das Kausalprinzip heranzuziehen; für ihn ist diese Einsicht keine Schlussfolgerung; sie hat vielmehr den Charakter unmittelbarer Evidenz.
Kants Einwand gegen den „ontologischen Gottesbeweis“ – aus einem gedachten Begriff folge nicht, dass das Gedachte auch real existiere – geht nach Frank am ontologischen Argument vorbei, weil er sich auf Begriffe von Gegenständen der äußeren Wahrnehmung („hundert Taler“) bezieht, während es im ontologische Argument um das ideale Sein geht, in dem „Erkennen und Haben dasselbe sind“.
Die Identifizierung des Seins mit Gott hat Frank als pantheistisch nachdrücklich zurückgewiesen. Das allgemeine und unpersönliche Sein kann dem Sehnen des Menschen nach „Halt“ und „Heimat“ nicht genügen. Zwar könne das religiöse Naturgefühl das Sein als eine gleichsam göttliche „alldurchdringende Elementarkraft“ erfahren. Doch liegt in diesem allgemeinen Sein auch der Ursprung des Bösen.
Franks Verständnis von Gott, das stark von Augustinus beeinflusst ist, geht aus der Wahrnehmung Gottes als des im „Inneren“ des Menschen erfahrbaren „Urgrundes“ hervor. In diesem „verstehenden Erleben“ der Anwesenheit Gottes in ihm bemächtigt er sich nicht Gottes wie eines Objekts. Frank hat, um das berührende Vernehmen der Realität Gottes im Menschen zu charakterisieren, den Satz des Nikolaus von Kues seiner Religionsontologie als Motto vorangestellt: „Das Unberührbare wird auf die Weise des Nichtberührens berührt“ (attingitur inattingibile inattingibiliter).
Ein Gottesbegriff, mit dem das Verhältnis Gottes zur gegenständlichen Welt thematisiert wird – Gott als Schöpfer und Weltenlenker, Gott als Allmächtiger – ist „schon abgeleitet und, von der reinen Erfahrung her gesehen, mehr oder weniger problematisch“.
Frank zufolge gleicht das ontologische Argument, welches verstehen lässt, dass das Sein des Menschen unmittelbar auf das schlechthin Absolute verweist, der Beziehung, die auch der biblische Schöpfungsbericht kennt. Doch anders als die Bibel, die vom göttlichen Schöpfer ausgeht und den Menschen als dessen Abbild versteht, geht das ontophänomenologische Denken von der Selbsterfahrung des Menschen aus: Es zeigt, dass der Mensch Bild ist, das auf ein Urbild verweist.

### Anthropologie und „Gottmenschentum“
Alle größeren Werke Franks behandeln Aspekte einer philosophischen Anthropologie; sie entsprechen damit seiner schon früh geäußerten Absicht, einen „religiösen Humanismus“ zu begründen. Seinen Abschluss findet dieses Bemühen mit dem im September 1949 vollendeten Werk „Die Realität und der Mensch“, das den Untertitel „Eine Metaphysik des menschlichen Seins“ trägt. Doch schon in „Das Unergründliche“, geschrieben noch vor dem Zweiten Weltkrieg, laufen die Gedanken des Verfassers in dem Begriff der „‘Gott-und-ich’-Realität“ zusammen, die Frank bereits hier als „Gottmenschentum“ bezeichnet. In der mit dem Begriff „Gottmenschentum“ angezeigten realen Anwesenheit Gottes im Menschen sieht Frank „den eigentlichen Sinn des christlichen Glaubens“.
„Gottmenschentum“ bedeutet keine Vermischung von Gott und Mensch, wohl aber ihre unauflösbare Koinzidenz. Gott, der wesentlich Zuwendung und Zuspruch ist, offenbart sich im Sein des Menschen als Zuspruch oder Du-Sein. Die Realität Gottes als der Zuspruch an den Menschen „du bist“ „ist in gewissem Sinn schon in der Tiefe meines eigenen ‚bin‘ beschlossen oder mein ‚bin‘ wurzelt gleichsam im ‚bin‘ Gottes selbst“. Die Einheit des bleibenden Unterschieds kann allein in einem „Belehrten Nichtwissen“ (docta ignorantia) – in einem „Schweben“ über dem logisch nicht aufzulösenden Widerspruch – verstehend erlebt werden.
Das Gottmenschentum hat seinen Grund im ewigen göttlichen Schöpferwillen, der zugleich ein überzeitlicher Heilswille ist. Gott als ewiger „Strom der Liebe“ teilt dem Geschöpf, indem er es schafft, – in jeweils besonderer Weise – sein Wesen mit. Auch Gott ist „Gottmensch“, da er „seit Ewigkeit“ den Menschen als seinen Partner, als Du, will. Der Mensch kann folglich nicht ohne seine Wesensbeziehung auf Gott, aber auch Gott nicht ohne seine Wesensbeziehung auf den Menschen verstanden werden. So wie die Anwesenheit Gottes im Menschen dessen Freiheit und Würde begründet, so auch dessen schöpferische Potenz und Unsterblichkeit.
Die Theodizeefrage angesichts des ungeheuren Leids, das Menschen erdulden müssen, findet ihre einzige mögliche Antwort darin, dass Gott selbst am Leiden seiner Geschöpfe teilnimmt und sie dadurch zur eigenen Seinsfülle führt. Das Leiden – anders als das Böse – hat eine positive Seinsqualität, die als solche zu Gott gehört und sich in Gott vollendet. Das im menschlichen Sein angelegte Ziel ist darum die Vergöttlichung des Menschen (θεωσις, oboženie), in der freilich die Differenz von Schöpfer und Geschöpf gewahrt bleibt.

### Sozialphilosophie – Freiheit und Menschenrechte
Angelpunkt von Franks Sozialphilosophie ist die Freiheit, verstanden als „Dienst an der Wahrheit“. Die „Wahrheit“, der die Freiheit dienen soll, ist das gottmenschliche Sein des Menschen als „Wir-Sein“. Es ist wesentlich ein freies Sein, denn jedes Ich ist Ich nur durch seine freie Einheit mit dem Du – letztlich durch das es zum Sein erweckende Du Gottes.
Schon aus diesem Grunde wäre es widersinnig, die Freiheit als Recht verstehen zu wollen. Sie ist vielmehr das Merkmal, durch welches der Mensch Abbild Gottes ist – „der einzige Punkt des menschlichen Seins, an dem die unmittelbare Verbindung des Menschlichen mit dem Göttlichen möglich ist; sie ist der Träger des geistigen Lebens, das Bindeglied zwischen empirischem und transzendentem Sein“. Die Bindung der Freiheit an das Wir-Sein ist deshalb keine heteronome Beschränkung. Die Freiheit ist dem Ziel zugeordnet, auf welches das Leben des Menschen ausgerichtet ist: Seine Vergöttlichung durch sein sittliches Leben in der Gesellschaft.
Auf dieser Grundlage äußert Frank nachdrückliche Kritik an einer positivistischen Auffassung der bürgerlichen Freiheitsrechte und der Menschenrechte. Die einzige absolut verbindliche Forderung, die Frank kennt, besteht darin, jedes Handlungsziel auf die „Waagschale der Wahrheit“ zu legen und an diesem Maß zu messen. Höchstes normatives Prinzip des gesellschaftlichen Lebens ist darum allein die Pflicht, die „Wahrheit“, die mit dem gottmenschlichen Wesen des Menschen gegeben ist, zu erkennen und zu realisieren. Deshalb ist es abwegig, von den Freiheitsrechten als „angeborenen“ und in diesem Sinne „ursprünglichen Rechten“ zu sprechen. Die sogenannten politischen Rechte und Freiheiten können nicht aus einem für sich bestehenden Grundrecht auf Freiheit abgeleitet werden. Sie haben „keinen sich selbst genügenden, sondern nur funktionalen Wert“. Sie sind, wie jegliche Rechte, „immer relativ und abgeleitet; sie sind nur sekundärer Ausdruck und Mittel, um das Prinzip des Dienstes und die mit ihm verbundenen Prinzipien der Solidarität und Freiheit zu verwirklichen“.
„Alle menschlichen Rechte fließen letztlich aus dem einzigen dem Menschen ‚angeborenen‘ Recht: aus dem Recht zu fordern, dass ihm die Möglichkeit gegeben sei, seiner Pflicht zu genügen“ – die Wahrheit suchen und ihr entsprechend handeln zu können. Jedes Individuum, will es sich nicht selbst zerstören, muss bei der Verwirklichung seiner selbst den Vorgaben seines gottmenschlichen Wesens gehorchen. Das bedeutet: Die eigene Freiheit preiszugeben oder die eines anderen zu vernichten, käme der Zerstörung des Menschen gleich.
Auch staatliche und gesellschaftliche Instanzen können „für sich und für ihre Interessen von ihren Gliedern nur Teilnahme an jenem Dienst an der Wahrheit fordern, in dem die Pflicht nicht nur jedes einzelnen Menschen, sondern auch der Gesellschaft als ganzer besteht“. Das gilt sowohl für die Gesetzgebung als auch für die „guten Sitten“: Ihre Verbindlichkeit gründet allein in der „Wahrheit“, die sie zum Ausdruck bringen. Über diese „Wahrheit“ oder, anders gesagt, über ihren sittlichen Charakter zu urteilen, ist die Gewissenspflicht eines jeden Einzelnen.
Was konkret als der „wahre“ Maßstab sittlichen Verhaltens anzusehen ist, zeigt die historische Erfahrung, indem sie phänomenologisch auf die in ihr enthaltenen Sinngehalte hin durchsichtig gemacht wird. Die gesamtmenschliche historische Erfahrung lehrt mit hinreichender Deutlichkeit, dass bestimmte Verhaltensweisen der menschlichen Natur widersprechen – zu erkennen an ihren Folgen, an Krankheit, Zerwürfnis, Zerstörung und Tod. Das durch diese Erfahrung gesetzte Sollen – die zu jenen Übeln führenden Handlungen zu vermeiden – ist kein hypothetisches, das zu befolgen der Neigung überlassen bliebe. Die entsprechenden Gebote sind vielmehr mit dem Sinn des menschlichen Seins selbst gesetzt; sie sind, mit Franks Ausdruck, „ontologisch notwendig“. Die Verbindlichkeit der aus der Erfahrung erhobenen sittlichen Normen (Kants „Bestimmungsgrund“) geht also nicht aus der Erfahrung als solcher hervor, sondern liegt in der realen Gottmenschlichkeit des menschlichen-gesellschaftlichen Seins.
Die Verwurzelung der Gegenwart in der Vergangenheit und insofern ihre Einheit ist für Franks geschichtsphilosophisches Denken ein wesentliches Datum. „Die Gesellschaft als geistige Einheit erschöpft sich niemals im gegenwärtigen Augenblick; sie ist nur, wenn in ihr in jedem Augenblick auch alles Vergangene lebendig ist“.
Eine prinzipiell besondere Stellung unter den politischen Freiheiten nimmt die Glaubensfreiheit ein. Enger als jede andere ist sie mit dem „Prinzip der Freiheit, verstanden als Quelle des geistigen Lebens“, verbunden. „Jeder Anschlag auf die Glaubensfreiheit ist ein Anschlag auf das geistige Leben selbst“ und damit auf das gottmenschliche Sein des Menschen. Der „Glaube“ – das Überzeugtsein von der Wahrheit – muss in der aktiven Teilnahme am gesellschaftlichen Leben sich äußern können.
Damit ist die Idee der Demokratie umrissen. Begründet ist sie in der „Verpflichtung aller zur aktiven Mitwirkung am gemeinsamen Dienst an der Wahrheit“. „Der Wahrheit zu dienen ist nicht irgend jemandes Privileg oder die exklusive Pflicht irgendeiner einzelnen Menschengruppe, die das gesellschaftliche Leben bevormundet und gewaltsam lenkt: Es ist die Sache ausnahmslos aller Menschen“. Dieser Pflicht entspricht das Recht, die erkannte Wahrheit zu verwirklichen. Aus dieser Stellungnahme erhellt die Korrelation von Gleichheit und Freiheit. Die „Gleichheit“ aller Menschen besteht in der allen gemeinsamen Berufung zum Dienst; „der Dienst aber gründet als sittliches Wirken auf der Freiheit des Menschen“. So wie die All-Einheit des Seins nur als freie verstanden werden kann, so auch die Einheit der Gesellschaft.

### Einwände
Einige orthodoxe Theologen (Georgi Florowski, Sergei Bulgakow, Wassili Senkowski) haben Frank vorgeworfen, dass seine Ontologie auf einen Pantheismus oder Seinsmonismus zurückfalle; der theologische Begriff der Schöpfung verliere dadurch seine Bedeutung. Dieser Vorwurf schließt die Ablehnung des Cusanischen Gedankens des „Zusammenfalls der Gegensätze“ ein.

### Primärliteratur
- Semen L. Frank: Das Unergründliche. Ontologische Einführung in die Philosophie der Religion. Herausgegeben und eingeleitet von Ale.xander Haardt. Verlag Karl Alber, Freiburg/München 1995, ISBN 3-495-47795-0.
- Simon L. Frank. Werke in acht Bänden. Herausgegeben von Peter Schulz, Peter Ehlen SJ, Nikolaus Lobkowicz, Leonid Luks. Verlag Karl Alber, Freiburg/München.
  - 1. Band: Der Gegenstand des Wissens. Grundlagen und Grenzen der begrifflichen Erkenntnis. Mit einer Einführung der Herausgeber und einem Vorwort von Nelly Motrošilova. 2000, ISBN 3-495-47935-X.
  - 2. Band: Die Seele des Menschen. Versuch einer Einführung in die philosophische Psychologie. Mit einer Einleitung von Peter Schulz und Stefanie Haas. 2008, ISBN 3-495-47936-8.
  - 3. Band: Die geistigen Grundlagen der Gesellschaft. Einführung in die Sozialphilosophie. Mit einer Einleitung von Peter Ehlen. 2002, ISBN 3-495-47937-6.
  - 4. Band: Die Realität und der Mensch. Eine Metaphysik des menschlichen Seins. Mit einer Einleitung von Peter Ehlen. 2004, ISBN 3-495-47940-6.
  - 5. Band: Licht in der Finsternis. Versuch einer christlichen Ethik und Sozialphilosophie. Mit einer Einleitung von Vladimir Kantor. 2008, ISBN 3-495-47939-2.
  - 6. Band: Mit uns ist Gott. Drei Erwägungen. Mit einem Nachwort von Peter Ehlen. 2010, ISBN 3-495-47938-4.
  - 7. Band: Jenseits von rechts und links. Anmerkungen zur russischen Revolution und zur moralischen Krise in Europa. Mit einer Einleitung von Leonid Luks. 2012, ISBN 978-3-495-47941-4.
  - 8. Band: Lebendiges Wissen. Aufsätze zur Philosophie. Mit einer Einleitung von Dennis Stammer. 2013, ISBN 978-3-495-47942-1.
- Simon L. Frank: Der Sinn des Lebens. Mit einem Aufsatz über Religion und Wissenschaft. Übersetzt und herausgegeben von Dietrich Kegler. Academia-Verlag, Sankt Augustin 2009, ISBN 978-3-89665-488-5.
- S. L. Frank (Hrsg.): A Solovyov Anthology. Westport, Conn.: Greenwood Press 1950/1974.
- S. Frank: Die Ethik des Nihilismus. Zur Charakteristik der moralischen Weltanschauung der russischen Intelligencija. In: Karl Schlögel (Hrsg.): Vechi – Wegzeichen: Zur Krise der russischen Intelligenz. Frankfurt am Main 1990, 275–320, ISBN 3-8218-4067-6.
- Semen Frank: The Ethic of Nihilism. In: Boris Shargin, Albert Todd (Hrsg.): Landmarks: A Collection of Essays on the Russian Intelligentsia, 1909. Karz Howard, New York 1977, S. 155–184.
- S. L. Frank: „Ich“ und „Wir“. Zur Analyse der Gemeinschaft. In: Der Russische Gedanke. Internationale Zeitschrift für russische Philosophie, Literaturwissenschaft und Kultur. 1 (1929/30), S. 49–62.
- S. Frank: Die Legende vom Großinquisitor. In: Hochland. Monatsschrift für alle Gebiete des Wissens, der Literatur und Kunst. hrsg. von Karl Muth 31,1(1933/34), S. 56–63.

### Sekundärliteratur
- Philip Boobbyer: S. L. Frank. The life and work of a Russian philosopher (1877–1950). Athen 1995, ISBN 0-8214-1110-1.
- Peter Ehlen, Gerd Haeffner, Friedo Ricken: Philosophie des 20. Jahrhunderts. Kohlhammer, Stuttgart 3. Aufl. 2010, S. 125–131.
- Peter Ehlen SJ: Russische Religionsphilosophie im 20.Jahrhundert: Simon L. Frank. Das Gottmenschliche des Menschen. Alber, Freiburg/München 2009, ISBN 978-3-495-48336-7.
- Peter Ehlen SJ: Die Wir-Philosophie Simon L. Franks. In: Philosophisches Jahrbuch 104 (1997), S. 390–405.
- Peter Ehlen SJ: Simon L. Franks Religionsphilosophie: "Das Unergrundliche". In: Theologie und Philosophie 71 (1996), S. 88–98.
- Peter Ehlen SJ: Die Rechte und die Freiheit des Menschen in der Sozialphilosophie Simon L. Franks. In: Emerich Coreth (Hrsg.): Von Gott reden in säkularer Gesellschaft, FS Konrad Feiereis zum 65. Erfurter Theologische Studien 61, Benno, Leipzig 1996, ISBN 3-7462-1134-4, S. 197–206.
- Judith Deutsch Kornblatt, Richard F. Gustafson (Hrsg.): Russian Religious Thought. University of Wisconsin Press, Madison/London 1996, ISBN 978-0-299-15134-8, darin v. a. Kap. 9–11, 195–248.
- Attila Szombath: Die antinomische Philosophie des Absoluten. Ein Mitdenken mit S. L. Frank. Herbert Utz, München 2004, ISBN 3-8316-0387-1.
- В. Куприянов: "Трансформация философии длительности А. Бергсона в идеал-реализме С.Л. Франка" (Kupriyanov V.: The Transformation of Bergson’s Philosophy of Duration in S.L. Frank’s Ideal-Realism). In: History of Philosophy, Jg. 21 (2016), S. 128–135 (online).